# André Roux (homme politique)
Pour les articles homonymes, voir André Roux et Roux.
André Roux, né le 11 octobre 1870 à Lamothe (Haute-Loire) et mort le 24 janvier 1942 à Brioude (Haute-Loire), est un homme politique français.

## Détail des fonctions et des mandats
Mandat parlementaire
- 11 mai 1924 - 31 mai 1928 : Député de la Haute-Loire

## Sources
- « André Roux (homme politique) », dans le Dictionnaire des parlementaires français (1889-1940), sous la direction de Jean Jolly, PUF, 1960 [détail de l’édition]